# Aurora County
Aurora County är ett administrativt område i delstaten South Dakota, USA. År 2010 hade countyt  2 710 invånare. Den administrativa huvudorten (county seat) är Plankinton. 

## Geografi
Enligt United States Census Bureau så har countyt en total area på 1 845 km². 1 834 km² av den arean är land och 11 km² är vatten. 

### Angränsande countyn
- Jerauld County, South Dakota - nord
- Sanborn County, South Dakota - nordost
- Davison County, South Dakota - öst
- Douglas County, South Dakota - syd
- Charles Mix County, South Dakota - sydväst
- Brule County, South Dakota - väst